# Province de Lucanas
La province de Lucanas (en espagnol : Provincia de Lucanas) est l'une des onze provinces de la région d'Ayacucho, au Pérou. Son chef-lieu est la ville de Puquio.

## Géographie

### Situation
La province d'Ayacucho est la plus étendue (14 494,64 km2) et la plus occidentale des provinces de la région. Elle est limitée au nord par la province de Huanca Sancos, la province Victor Fajardo et la province de Sucre, à l'est par la province d'Andahuaylas (région d'Apurímac), au sud par la province de Parinacochas, et à l'ouest par les provinces de Palpa et Nazca (région d'Ica).

### Relief
La province se situe dans la cordillère des Andes, la ville de Puquio est à 3 221 mètres d'altitude. Le point culminant de la province est le Ccarhuarazo (5 112 mètres d'altitude) qui fait partie de la cordillère Huanzo.

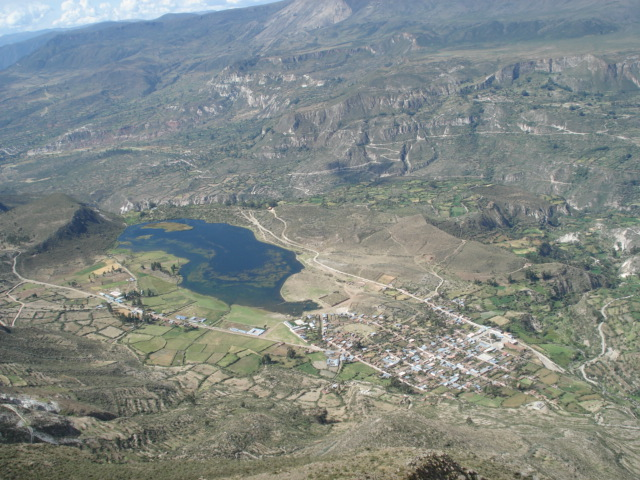
Le lac nommé Quchapampa et le village d'Aucara dans la province de Lucanas

### Hydrologie
Les principaux cours d'eau sont :
- sur le versant Pacifique,  le Llauta, le Laramate, le Tambo Quemado, le Chuquimarán, l'Uchitambo, l'Acarí et le Lampalla ;
- sur le versant Atlantique (bassin amazonien), le Negro Mayo et le Pumarangra.

Les principaux lacs sont Apiñacocha, Islacocha et Yaurihuiri.

### Climat
Le climat est sec avec une saison des pluies de décembre à mars.

## Population
La population de la province recensée en 2007 s'élevait à 65 414 habitants contre 60 082 en 2002.

## Subdivisions
La province est divisée en 21 districts :
- Aucara
- Cabana
- Carmen Salcedo
- Chaviña
- Chipao
- Huac-huas
- Laramate
- Leoncio Prado
- Llauta
- Lucanas
- Ocaña
- Otoca
- Puquio
- Saisa
- San Cristóbal
- San Juan
- San Pedro
- San Pedro de Palco
- Sancos
- Santa Ana de Huaycahuacho
- Santa Lucía

## Communications
Située sur la route n° 26 qui mène à Cuzco en passant par Abancay, la province est le principal point d'entrée dans le sud de la région d'Ayacucho depuis la côte. Puquio est reliée à Lima et à la route panaméricaine via Nazca et le col de Condorcenta.

## Sites remarquables
- Réserve nationale Pampas Galeras-Bárbara d'Achille (vigognes)
- Peintures rupestres de Huaraya et de Paqare (district de Santa Ana de Huaycahuacho), représentant des camélidés, des hommes et des figures géométriques[2]
- Ruines de la citadelle de Caniche (Andamarca)
- Andenes d'Andamarca
- Lac de Yaurihuiri (flamants roses)
- Sources thermales de Qeronta, sur la route de Puquio à Andamarca.

## Personnalités
- Felipe Guaman Poma de Ayala (né à San Cristóbal vers 1530-1500, décédé vers 1615), chroniqueur indigène de l'époque de la conquête espagnole.